# Маковський Степан Павлович
Степан Павлович Маковський (30 грудня 1933, с. Бурдяківці, нині Тернопільська область — 17 листопада 2004, м. Борщів, Тернопільська область) — український живописець. Лавреат Тернопільської обласної премії імені Ярослави Музики (2002). Учень Леопольда Левицького.

## Життєпис
Степан Маковський народився 30 грудня 1933 року в селі Бурдяківцях, нині Борщівської громади Чортківського району Тернопільської области України.
Навчався в Тернопільській школі художників-оформлювачів (1966, викладач Степан Данилишин). 1971 року закінчив Московський заочний народний університет мистецтв.
Працював оформлювачем Скала-Подільського районного будинку культури (1955—1960); завідувачем художньої майстерні (1961–1963), оформлювачем Борщівського районного побутового комбінату (1977–1978); головним художником склозаводу в с. Горошовій Чортківського району (1975—1977); завідувачем Борщівської художньої майстерні (1979—1985); старшим майстром кооперативу «Сувенір» Борщівської фабрики канцтоварів (1989—1991).
Співзасновник і завідувач Художньо-меморіального музею Леопольда Левицького в рідному селі (1995—2003).

## Творчість
Працював у галузях станкового живопису, графіки (акварель, монотипія), корнепластики та аплікації.
Від 1958 — учасник обласних, всеукраїнських та всесоюзних виставок. Персональні — у Бурдяківцях (1970, 1995), Борщеві (1972, 1986), Тернополі (1977, 1994, 2003), Заліщиках, Чорткові (обидві — 1986).